# Stannomida
Stannomida es un orden de xenofioforos (clase Xenophyophorea o filo Xenophyophora). Su rango cronoestratigráfico abarca el Holoceno.

## Clasificación
Stannomida incluye a la siguiente familia:
- Familia Stannomidae

Otra familia asignada a Stannomida y actualmente clasificada en otro orden es:
- Familia Pelosinidae , ahora en el orden Astrorhizida